# Axinoptera
Axinoptera là một chi bướm đêm thuộc họ Geometridae.

## Các loài
- Axinoptera anticostalis Galsworthy, 1999
- Axinoptera curviscapulis (Prout, 1958)
- Axinoptera fasciata (Warren, 1906)
- Axinoptera infusata (Walker, 1866)
- Axinoptera melampepla (Prout, 1958)
- Axinoptera orphnobathra (Prout, 1958)
- Axinoptera penataran Holloway, 1997
- Axinoptera plicata (Hampson, 1912)
- Axinoptera ruficosta Holloway, 1997
- Axinoptera subcostalis Hampson, 1893
- Axinoptera turgidata (Walker, 1866)